# Anahita centralis
Anahita centralis är en spindelart som beskrevs av Benoit 1977. Anahita centralis ingår i släktet Anahita och familjen Ctenidae. Inga underarter finns listade i Catalogue of Life.